# David Carstens
David Carstens (n. septembrie 1914, Provincia Western Cape, Africa de Sud – d. 6 august 1955, Johannesburg, Africa de Sud) a fost un boxer ce a reprezentat Africa de Sud, medaliat olimpic. A participat la o ediție a Jocurilor Olimpice (1932) în care a câștigat o medalie de aur.

## Participări
Lista de mai jos prezintă principalele competiții la care a participat David Carstens de-a lungul carierei.
- boxing at the 1932 Summer Olympics – light heavyweight[*]